# Оселедец, Валерий Иустинович
Валерий Иустинович Оселедец (25 мая 1940, Москва — 13 марта 2025) — советский и российский математик, лауреат премии имени А. Н. Колмогорова (2009).
Круг научных интересов: эргодическая теория, теория случайных процессов, статистическая механика, гидродинамика.

## Биография
Родился 25 мая 1940 года в Москве.
В 1962 году окончил механико-математический факультет МГУ, кафедра теории вероятностей, учился у Я. Г. Синая.
В 1967 году защитил кандидатскую диссертацию, тема: «Некоторые применения косых произведений в эргодической теории».
В 1992 году защитил докторскую диссертацию, тема «Инвариантные меры и новые эргодические теоремы для динамических систем».
Профессор кафедры высшей математики Военной Академии РВСН имени Петра Великого. С 1995 года, по совместительству, профессор кафедры теории вероятностей МГУ.
Автор нескольких учебных пособий, опубликовал 85 научных статей. Под его руководством защищены три кандидатские диссертации.
Работал в департаменте анализа данных, принятия решений и финансовых технологий Финансового университета при Правительстве Российской Федерации.

## Награды
- «Заслуженный деятель науки Российской Федерации» (Указ Президента РФ от 27.10.2003).
- Премия имени А. Н. Колмогорова (совместно с Б. М. Гуревичем и А. М. Степиным (2009 год, за цикл работ «Эргодическая теория и смежные вопросы»).